# Schefflera harmsii
Espèce
Synonymes
- Didymopanax weberbaueri Harms[1]

Statut de conservation UICN

 DD  : Données insuffisantes
Schefflera harmsii est une espèce de plantes à fleurs de la famille des Araliaceae.

## Publication originale
- Fieldiana, Botany 13(5/1): 31. 1959.